# Kazimierz Błasiński
Kazimierz Franciszek Błasiński (ur. 26 września 1932 w Oględowie, zm. 5 lipca 2007 we Wrocławiu) – polski wioślarz, olimpijczyk z Melbourne (1956). Syn Franciszka i Anny (z d. Myśliwiec). Odznaczony Krzyżem Kawalerskim Orderu Odrodzenia Polski.
W 1952 r. ukończył Państwowe Liceum Mechaniczne w Poznaniu, a w 1956 r. Wydział Mechaniczny Politechniki Wrocławskiej.
Należał do takich klubów sportowych jak:
- KW 04 Poznań (1950-1951);
- AZS Wrocław (1952-1960).

Jego trenerami byli: Mieczysław Tuliszka i Zbigniew Schwarzer.

## Osiągnięcia sportowe
- 1955 – zdobywca mistrzostwa Polski;
- 1956 – zdobywca mistrzostwa Polski;
- 1956 – uczestnik Igrzysk Olimpijskich w Melbourne, w osadzie razem ze Szczepanem Grajczykiem, Zbigniewem Paradowskim, Marianem Nietupskim – czwórki bez sternika odpadły z konkurencji po 2. miejscu w przedbiegach (6:46.3), a następnie 4. miejscu w półfinałach (8:32.0);
- 1956 – 4. miejsce podczas Mistrzostw Europy w Bledzie (czwórki bez sternika, w osadzie razem ze Szczepanem Grajczykiem, Zbigniewem Paradowskim, Marianem Nietupskim)
- 1957 – zdobywca mistrzostwa Polski;
- 1858 – zdobywca mistrzostwa Polski;
- 1959 – zdobywca mistrzostwa Polski;
- 1959 – 5. miejsce podczas Mistrzostw Europy w Mâcon (ósemki, w osadzie razem z E. Dakszewiczem, A. Klausem, S. Neumannem, E. Ostaszkiewiczem, E. Starybratem, Marianem Leszczyńskim, Kazimierzem Naskręckim, Jerzym Pawłowskim – sternik).